# Ядро Сонця

Структура Сонця.
1. Ядро
2. Радіативна зона
3. Конвективна зона
4. Фотосфера
5. Хромосфера
6. Сонячна корона
7. Темна пляма
8. Гранули
9. Протуберанець

Ядро Сонця — центральна частина Сонця з надвисоким тиском і температурою, що забезпечують протікання ядерних реакцій.
Вважається, що ядро Сонця простягається від центру Сонця на відстань в 175 000 км (приблизно 0,2 від сонячного радіуса). Ядро — найгарячіша частина Сонця, температура в ядрі становить 15 000 000 К (для порівняння: температура поверхні дорівнює 6 000 К). Густина ядра — 150 000 кг/м³ (в 150 разів вища за густину води на Землі)
Аналіз даних, отриманих космічним апаратом SOHO, показав, що в ядрі швидкість обертання Сонця навколо своєї осі значно вища, ніж на поверхні 

## Енергія ядра
У ядрі здійснюється протон-протонна термоядерна реакція, в результаті якої з чотирьох протонів утворюється гелій-4. При цьому кожну секунду в енергію перетворюються 4,26 мільйони тонн речовини (3,6×1038 протонів), однак ця величина мізерна у порівнянні з масою Сонця — 2×1027 тонн. Потужність ядра дорівнює 380 йоттаватів (3,8×1026 Вт), що еквівалентно детонації 9,1×1010 мегатонн тротилу за секунду.
Ядро — єдине місце на Сонці, в якому енергія і тепло виходить від термоядерної реакції, інша частина зірки нагріта цією енергією. Вся енергія ядра послідовно проходить крізь шари, аж до фотосфери, з якої випромінюється у вигляді сонячного світла.

## Перетворення енергії
Під час руху високоенергетичних фотонів ( гамма та рентген-промені) до поверхні Сонця, вони розсіюють частину енергії у більш низькоенергетичних шарах, у порівнянні з ядром (наприклад, у мантії). Оцінки «часу проходження фотона» варіюються від 50 мільйонів років до 40 000 років. Кожен гамма-квант з ядра Сонця перетворюється у кілька мільйонів видимих фотонів, які випромінюються з поверхні.